# Sao (lune)
Pour les articles homonymes, voir Sao.
Sao est un satellite naturel de Neptune découvert en 2002.

## Historique

### Découverte
L'objet est découvert par l'équipe de Matthew J. Holman en couplant des images du télescope de 4 m de l'Observatoire interaméricain du Cerro Tololo au Chili et du télescope de 3,6 m de l'observatoire Canada-France-Hawaï à Hawaï.

### Dénomination
Temporairement désigné S/2002 N 2, il porte depuis février 2007 le nom de l'une des Néréides, Sao.